# فرودگاه آردمور (آلاباما)
فرودگاه آردمور (آلاباما) (به انگلیسی: Ardmore Airport (Alabama)) یک فرودگاه همگانی بهره‌برداری هوایی است که یک باند فرود چمن دارد و طول باند آن ۸۲۳ متر است. این فرودگاه در شهر آردمور (آلاباما) کشور ایالات متحده آمریکا قرار دارد و در ارتفاع ۲۸۱ متری از سطح دریا واقع شده‌است.